# グローリーヴェイズ
グローリーヴェイズ（欧字名:Glory Vase 香:耀滿瓶、2015年3月2日 - ）は、日本の競走馬・種牡馬。主な勝ち鞍は2019年・2021年の香港ヴァーズ、2019年の日経新春杯、2020年の京都大賞典。
馬名の意味は「栄光のつぼ。母名より連想」。

## 戦績

### デビュー前
2015年3月2日、北海道洞爺湖町のレイクヴィラファームで誕生。2016年のセレクトセール1歳馬市場に上場され、シルクホースクラブによって5,200万円（税別）で落札された。後に同クラブから総額7,000万円（1口14万円×500口）で募集された。

### 2歳（2017年）
美浦トレーニングセンターの尾関知人厩舎に入厩し、2017年10月1日の新馬戦（中山競馬場芝1800メートル）でミルコ・デムーロ騎乗でデビューし、単勝1.7倍の支持に応えて新馬勝ちする。約2ヶ月後のこうやまき賞（500万下）ではアタマ差の2着となった。

### 3歳（2018年）
きさらぎ賞では逃げたサトノフェイバーをハナ差捉えきれず2着となる。当時は体質が弱さからレースを使い込めず、東京優駿（日本ダービー）は目指さずに秋の菊花賞を視野に入れて京都新聞杯を春の目標としたが、結果は4着だった。
仕切り直しとなった7月の佐渡ステークス（1600万下）では古馬相手に1分56秒6の好時計で勝利を収める。そこから直行して迎えた菊花賞では大外枠を引き当てて12番人気に留まったが、後方から脚を伸ばして5着と健闘した。

### 4歳（2019年）
古馬初戦の日経新春杯では直線で内を突いて抜け出し、大外を追い込んできた2着ルックトゥワイスを半馬身抑えて重賞初勝利を飾った。関東馬による日経新春杯制覇は2000年のマーベラスタイマー以来19年ぶりであった。
日経新春杯からぶっつけで挑んだ天皇賞（春）では、騎乗予定だった川田将雅が騎乗停止となったため、戸崎圭太が手綱を取った。当日は6番人気の評価であったが、4コーナーで中団外から進出すると、直線ではフィエールマンと激しい叩き合いを繰り広げ、クビ差の2着に惜敗したものの、3着パフォーマプロミスには6馬身もの差をつけた。
宝塚記念を使うプランも検討されたが、疲れが見られたこともあり夏場は休養に充てられた。復帰戦の京都大賞典では単勝2.0倍の1番人気に推されたが、前半に折り合いを欠き、直線では挟まれる不利もあって6着に敗れた。
京都大賞典の後はノーザンファーム天栄に放牧に出され、陣営は香港ヴァーズに登録、その後招待馬に選出されたため、香港遠征を敢行した。同競走には日本からラッキーライラックとディアドラも参戦し、迎えたレース本番では道中中団に位置取り、直線に入ると馬群のわずかな隙間から抜け出し、残り200メートルで逃げたエグザルタントをかわして最終的に2着馬ラッキーライラックに3馬身半差をつけて悲願のG1初制覇を海外レースで果たした。レース後に今回初コンビを結成した鞍上のジョアン・モレイラは「リラックスしてレースができた。 前が空いたら、素晴らしい反応を見せ、良い末脚を使ってくれました」と語り、 同馬を管理する尾関調教師は「自分が携わった馬に勲章を与えることができ、皆さんに祝福されて幸せです」と語った 。
香港ヴァーズでのパフォーマンスはロンジンワールドベストレースホースランキングにおいて125ポンドと評価され、ベンバトル、ウィンクスと並んで2019年度の世界第9位タイのレーティングとなった。

### 5歳（2020年）
5歳初戦はドバイターフ出走に向けてドバイへ遠征したが、新型コロナウイルス感染症 (COVID19) によりドバイワールドカップミーティングの諸競走が中止となり、レースに出ることなく帰国する。前年2着の天皇賞（春）までには日にちがタイトなため、宝塚記念での復帰となったが、勝ち馬から5秒3離された17着と大敗に終わる。夏は休養し、秋は京都大賞典から始動、騎乗は川田将雅が務めた。中団から直線で外から抜け出し、最後は道中最後方から追い上げてきたキセキを3⁄4馬身差振り切り優勝。重賞3勝目を挙げた。次走のジャパンカップは好位で競馬をし、直線で大逃げをうつキセキを交わしたが後続に捕まり5着に敗れた。

### 6歳（2021年）
6歳初戦となった金鯱賞は2番人気となったが4着に敗れた。その後は香港に遠征しクイーンエリザベス2世カップに出走。地元香港所属のカリス・ティータンに乗り替わり、7頭立てと少頭数のなか、道中は後方で脚をため、直線は外から追い上げ、ラヴズオンリーユーは交わせなかったものの2着に入った。その後は休養に入り、秋のオールカマーで復帰。向正面まで後方につけ、3コーナーで先行集団まで捲っていったが、最後は脚が止まり3着に敗れた。
12月12日の香港ヴァーズに出走。鞍上には2年前と同じジョアン・モレイラを迎えた。道中は後方から追走すると最後の直線で外から脚を伸ばして先に抜け出した英国のパイルドライヴァーを差し切り、2年ぶりとなる同レース2勝目を飾った。

### 7歳（2022年）
3月26日、ドバイシーマクラシックに出走。直線でグローリーヴェイズは伸びがなく、優勝馬シャフリヤールから2+1⁄4馬身差の8着に敗れた。鞍上クリストフ・スミヨンと尾関師はともに、レースが「スローペース」だったと指摘した。
続く札幌記念は向こう正面で良いポジションを取ったが、3～4コーナーでの反応が遅く、直線で中団から位置を伸ばすが6着が精一杯。引退レースとなった香港ヴァーズでは、道中は内側で脚を溜め、直線で進路を確保して位置を伸ばしたが、先に先頭に立ったウインマリリンらには届かず3着に敗れた。
12月20日付で競走馬登録を抹消、引退後は北海道日高町のブリーダーズ・スタリオン・ステーションで種牡馬となる予定。

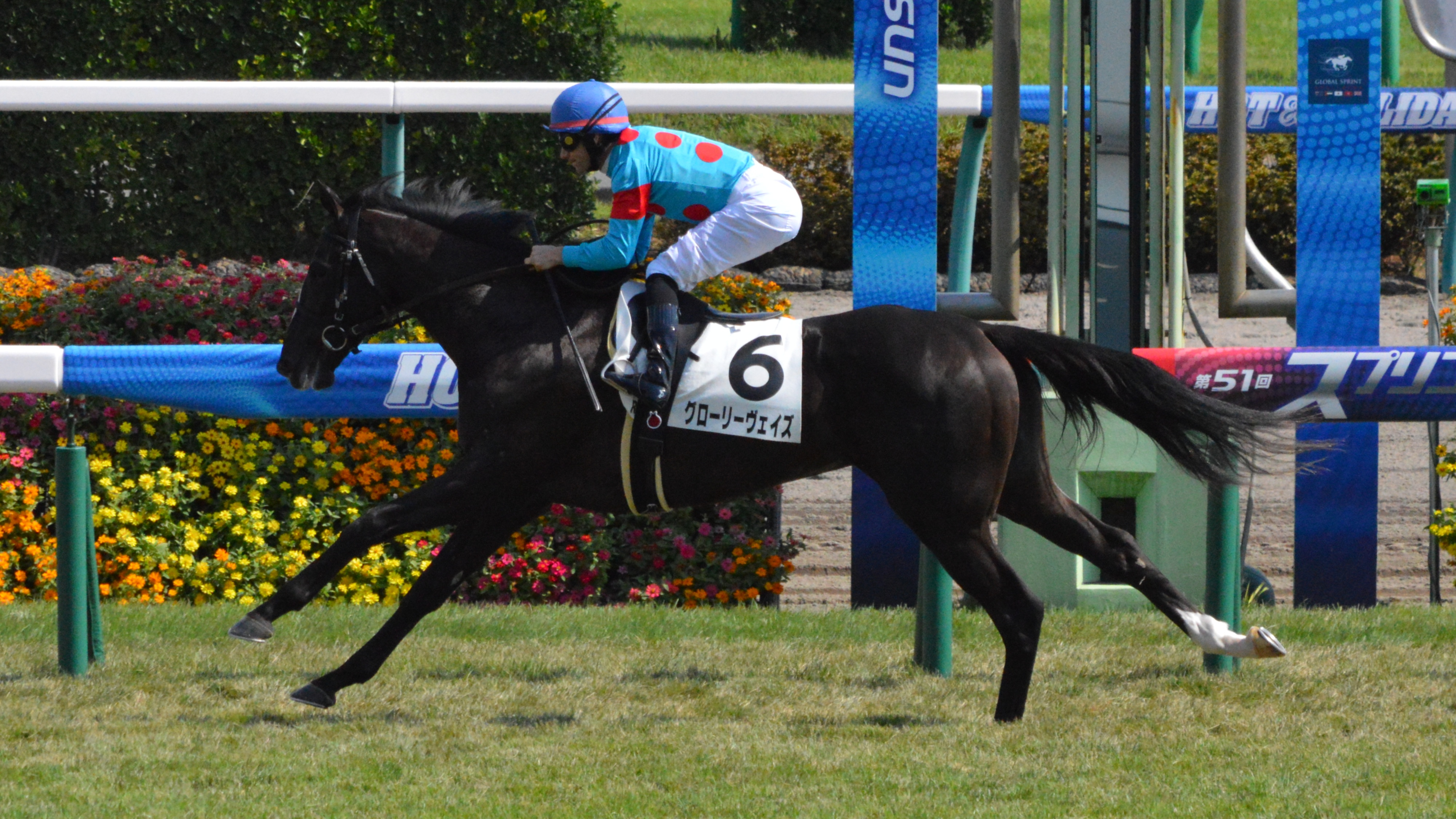
新馬戦
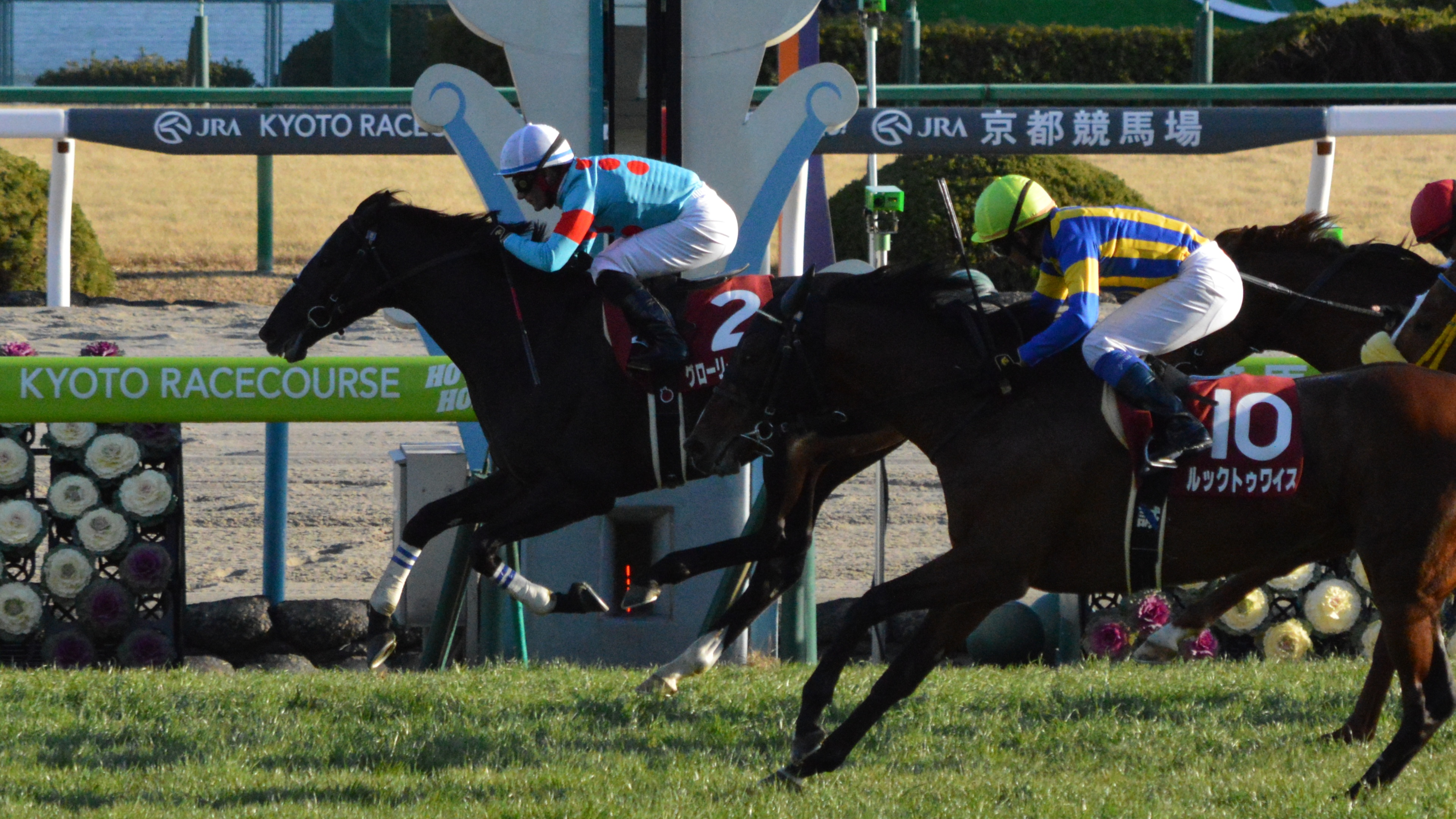
2019年日経新春杯
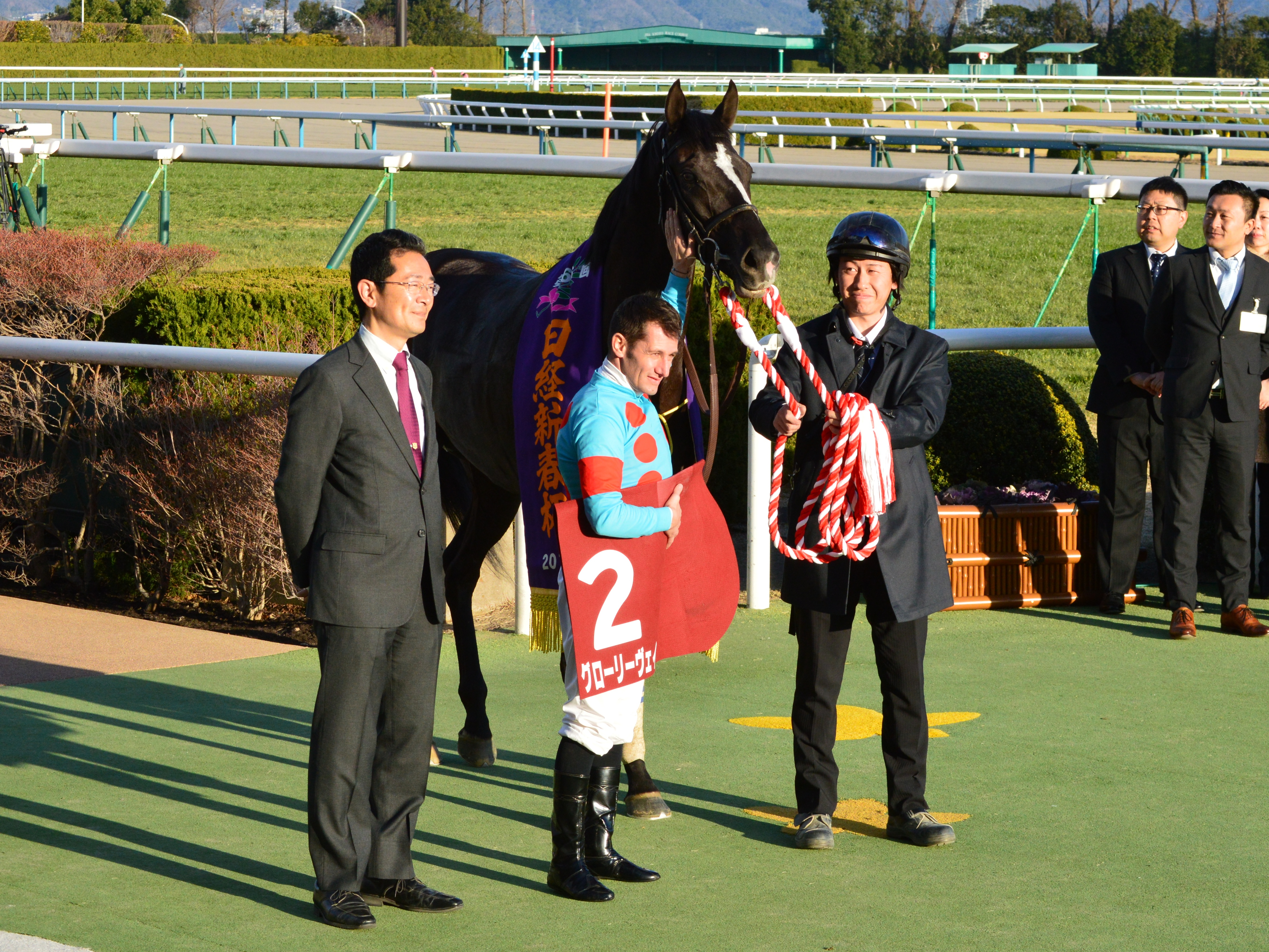

## 競走成績
以下の内容はnetkeiba.com、Racing Postおよび香港ジョッキークラブの情報に基づく。
| 競走日     | 競馬場   | 競走名       | 格       | 距離（馬場）  | 頭 数 | 枠 番 | 馬 番 | オッズ （人気） | 着順 | タイム （上がり3F） | 着差          | 騎手          | 斤量 [kg] | 1着馬（2着馬）       | 馬体重 [kg] |
| ---------- | -------- | ------------ | -------- | ------------- | ----- | ----- | ----- | --------------- | ---- | ------------------- | ------------- | ------------- | --------- | -------------------- | ----------- |
| 2017.10.01 | 中山     | 2歳新馬      |          | 芝1800m（良） | 14    | 4     | 6     | 001.70（1人）   | 01着 | R1:52.8（34.9）     | -0.3          | 0M.デムーロ   | 54        | （ミッキーハイド）   | 432         |
| 0000.12.10 | 中京     | こうやまき賞 | 500万下  | 芝1600m（良） | 7     | 3     | 3     | 002.40（2人）   | 02着 | R1:37.8（33.4）     | -0.0          | 0浜中俊       | 55        | カフジバンガード     | 436         |
| 2018.02.04 | 京都     | きさらぎ賞   | GIII     | 芝1800m（良） | 10    | 7     | 8     | 003.40（2人）   | 02着 | R1:48.8（35.3）     | -0.0          | 0M.デムーロ   | 56        | サトノフェイバー     | 444         |
| 0000.05.05 | 京都     | 京都新聞杯   | GII      | 芝2200m（良） | 17    | 1     | 2     | 006.50（2人）   | 04着 | R2:11.4（34.3）     | -0.4          | 0浜中俊       | 56        | ステイフーリッシュ   | 448         |
| 0000.07.28 | 新潟     | 佐渡S        | 1600万下 | 芝2000m（良） | 10    | 4     | 4     | 001.90（1人）   | 01着 | R1:56.6（34.0）     | -0.2          | 0M.デムーロ   | 54        | （ベアインマインド） | 446         |
| 0000.10.21 | 京都     | 菊花賞       | GI       | 芝3000m（良） | 18    | 8     | 18    | 075.4（12人）   | 05着 | R3:06.6（33.9）     | -0.5          | 0福永祐一     | 57        | フィエールマン       | 448         |
| 2019.01.13 | 京都     | 日経新春杯   | GII      | 芝2400m（良） | 16    | 1     | 2     | 002.70（1人）   | 01着 | R2:26.2（36.8）     | -0.1          | 0M.デムーロ   | 55        | （ルックトゥワイス） | 454         |
| 0000.04.28 | 京都     | 天皇賞（春） | GI       | 芝3200m（良） | 13    | 5     | 7     | 011.30（6人）   | 02着 | R3:15.0（34.4）     | -0.0          | 0戸崎圭太     | 58        | フィエールマン       | 456         |
| 0000.10.06 | 京都     | 京都大賞典   | GII      | 芝2400m（良） | 17    | 8     | 16    | 002.00（1人）   | 06着 | R2:24.3（35.7）     | -0.8          | 0M.デムーロ   | 57        | ドレッドノータス     | 452         |
| 0000.12.08 | 沙田     | 香港ヴァーズ | G1       | 芝2400m（Gd） | 14    | 7     | 2     | 008.20（4人）   | 01着 | R2:24.77            | -0.55         | 0J.モレイラ   | [ 注 2 ]  | （Lucky Lilac）      | [ 注 3 ]    |
| 2020.06.28 | 阪神     | 宝塚記念     | GI       | 芝2200m（稍） | 18    | 2     | 3     | 010.70（5人）   | 17着 | R2:18.8（41.2）     | -5.3          | 0D.レーン     | 58        | クロノジェネシス     | 460         |
| 0000.10.11 | 京都     | 京都大賞典   | GII      | 芝2400m（稍） | 17    | 7     | 13    | 006.20（3人）   | 01着 | R2:25.6（34.5）     | -0.1          | 0川田将雅     | 58        | （キセキ）           | 456         |
| 0000.11.29 | 東京     | ジャパンC    | GI       | 芝2400m（良） | 15    | 8     | 15    | 017.20（4人）   | 05着 | R2:23.2（34.8）     | -0.2          | 0川田将雅     | 57        | アーモンドアイ       | 464         |
| 2021.03.14 | 中京     | 金鯱賞       | GII      | 芝2000m（重） | 10    | 4     | 4     | 004.50（2人）   | 04着 | R2:01.9（36.4）     | -0.1          | 0川田将雅     | 57        | ギベオン             | 468         |
| 0000.04.25 | 沙田     | QEII世C      | G1       | 芝2000m（Gd） | 7     | 7     | 1     | 004.70（2人）   | 02着 | R2:01.36            | -0.14         | 0K.ティータン | [ 注 5 ]  | Loves Only You       | [ 注 6 ]    |
| 0000.09.26 | 中山     | オールカマー | GII      | 芝2200m（良） | 16    | 6     | 11    | 006.20（3人）   | 03着 | R2:12.2（35.2）     | -0.3          | 0M.デムーロ   | 57        | ウインマリリン       | 464         |
| 0000.12.12 | 沙田     | 香港ヴァーズ | G1       | 芝2400m（Gd） | 8     | 7     | 2     | 001.80（1人）   | 01着 | R2:27.07            | -0.17         | 0J.モレイラ   | [ 注 8 ]  | （Pyledriver）       | [ 注 9 ]    |
| 2022.03.26 | メイダン | ドバイSC     | G1       | 芝2410m（Gd） | 15    | 6     | 4     | 007.70（5人）   | 08着 |                     | （2馬身 1/4） | 0C.スミヨン   | 57        | Shahryar             | 計不        |
| 0000.08.21 | 札幌     | 札幌記念     | GII      | 芝2000m（良） | 16    | 3     | 6     | 007.00（4人）   | 06着 | R2:01.8（37.0）     | -0.6          | 0C.ルメール   | 57        | ジャックドール       | 462         |
| 0000.12.11 | 沙田     | 香港ヴァーズ | G1       | 芝2400m（Gd） | 10    | 4     | 3     | 003.70（2人）   | 03着 | R2:27.83（35.42）   | -0.30         | 0J.モレイラ   | [ 注 12 ] | Win Marilyn          | [ 注 13 ]   |

- 海外の競走の「枠番」欄にはゲート番を記載
- 香港のオッズ・人気は香港ジョッキークラブのもの

## 血統表
| グローリーヴェイズの血統        | グローリーヴェイズの血統                    | グローリーヴェイズの血統           | （血統表の出典）                   | （血統表の出典）    |
| 父系                            | サンデーサイレンス系（ヘイロー系）          | サンデーサイレンス系（ヘイロー系） | サンデーサイレンス系（ヘイロー系） | [ § 2 ]             |
| 父 ディープインパクト 2002 鹿毛 | 父の父*サンデーサイレンス 1986 青鹿毛       | Halo                               | Hail to Reason                     | Hail to Reason      |
| 父 ディープインパクト 2002 鹿毛 | 父の父*サンデーサイレンス 1986 青鹿毛       | Halo                               | Cosmah                             |                     |
| 父 ディープインパクト 2002 鹿毛 | 父の父*サンデーサイレンス 1986 青鹿毛       | Wishing Well                       | Understanding                      | Understanding       |
| 父 ディープインパクト 2002 鹿毛 | 父の父*サンデーサイレンス 1986 青鹿毛       | Wishing Well                       | Mountain Flower                    |                     |
| 父 ディープインパクト 2002 鹿毛 | 父の母*ウインドインハーヘア 1991 鹿毛       | Alzao                              | Lyphard                            | Lyphard             |
| 父 ディープインパクト 2002 鹿毛 | 父の母*ウインドインハーヘア 1991 鹿毛       | Alzao                              | Lady Rebecca                       |                     |
| 父 ディープインパクト 2002 鹿毛 | 父の母*ウインドインハーヘア 1991 鹿毛       | Burghclere                         | Busted                             | Busted              |
| 父 ディープインパクト 2002 鹿毛 | 父の母*ウインドインハーヘア 1991 鹿毛       | Burghclere                         | Highclere                          |                     |
| 母 メジロツボネ 2008 芦毛       | 母の父*スウェプトオーヴァーボード 1997 芦毛 | *エンドスウィープ                  | *フォーティナイナー                | *フォーティナイナー |
| 母 メジロツボネ 2008 芦毛       | 母の父*スウェプトオーヴァーボード 1997 芦毛 | *エンドスウィープ                  | Broom Dance                        |                     |
| 母 メジロツボネ 2008 芦毛       | 母の父*スウェプトオーヴァーボード 1997 芦毛 | Sheer Ice                          | Cutlass                            | Cutlass             |
| 母 メジロツボネ 2008 芦毛       | 母の父*スウェプトオーヴァーボード 1997 芦毛 | Sheer Ice                          | Hey Dolly A.                       |                     |
| 母 メジロツボネ 2008 芦毛       | 母の母メジロルバート 2003 鹿毛              | メジロライアン                     | アンバーシャダイ                   | アンバーシャダイ    |
| 母 メジロツボネ 2008 芦毛       | 母の母メジロルバート 2003 鹿毛              | メジロライアン                     | メジロチェイサー                   |                     |
| 母 メジロツボネ 2008 芦毛       | 母の母メジロルバート 2003 鹿毛              | メジロラモーヌ                     | *モガミ                            | *モガミ             |
| 母 メジロツボネ 2008 芦毛       | 母の母メジロルバート 2003 鹿毛              | メジロラモーヌ                     | メジロヒリュウ                     |                     |
| 母系(F-No.)                     | アマゾンウォリアー系(FN:9-f)                | アマゾンウォリアー系(FN:9-f)       | アマゾンウォリアー系(FN:9-f)       | [ § 3 ]             |
| 5代内の近親交配                 | Lyphard 4×5                                 | Lyphard 4×5                        | Lyphard 4×5                        | [ § 4 ]             |
| 出典                            | 1. 2. 3. 4.                                 | 1. 2. 3. 4.                        | 1. 2. 3. 4.                        | 1. 2. 3. 4.         |

- 母メジロツボネは中央で4勝。内訳は1200mで2勝、1400mで2勝と短距離を得意とした[60]。
- 3代母メジロラモーヌは、桜花賞、オークス、エリザベス女王杯などに優勝した三冠牝馬。JRA顕彰馬[61]。